# Guillem Ballaz i Bogunyà
Guillem Ballaz i Bogunyà, (17 d'agost de 1978) és un músic i polític català multi instrumentista que ha centrat el seu treball principalment en la música d'arrel tradicional.
És membre fundador del grup Sol i Serena amb el qual enregistra dos discs Grapat de ruda i Un segon. Paral·lelament fa una tasca de recerca sobre durant més de cinc anys d'estudi i recerca amb relació a el pandero quadrat, el 2013 presenta el treball monogràfic anomenat Projecte Pandero.
Des de 2023 és l'alcalde d'Argelaguer.

## Discografia
Solitari
- Projecte Pandero (2013)
- Substrat (2023)

Sol i Serena
- Un segon (2009)
- Grapat de ruda (2007)
- Disc de Butxaca (2003)